# Justice (альбом Джастина Бибера)
Justice — шестой студийный альбом канадского певца Джастина Бибера, вышедший 19 марта 2021 года на лейблах Def Jam Recordings, RBMG, SB Projects, Schoolboy и Universal Music.
В записи альбома участвовали такие музыканты как Халид, Chance the Rapper, the Kid Laroi, Доминик Файк, Daniel Caesar, Giveon, Beam, Burna Boy и Бенни Бланко.
Бибер стал первым сольным артистом-мужчиной, который одновременно дебютировал на вершине Billboard Hot 100 (это сделал сингл «Peaches») и Billboard 200 (и четвёртым в целом кому это удалось сделать после Тейлор Свифт, Арианы Гранде и группы BTS).

## История
26 января 2021 года Бибер написал в Twitter, что просматривает список треков для альбома.
Бибер объявил о выпуске альбома 26 февраля 2021 года. Вместе с этим объявлением был выпущен EP под названием JB6, релиз которого прошёл в виде цифровых загрузок и стриминга. Этот мини-альбом EP включает в себя оригинальные версии трёх уже выпущенных синглов «Holy», «Lonely» и «Anyone», а также акустические версии первых двух.
Эксклюзивные версии альбома Justice на CD, выходящие через Target и Walmart в тот же день, что и оригинальное издание, будут содержать одну бонусную песню.

## Продвижение

### Синглы
«Holy» с участием Chance the Rapper был выпущен в качестве лид-сингла с альбома Justice 18 сентября 2020 года. Он дебютировал на третьей строчке в Billboard Hot 100. Второй сингл «Lonely», созданный в сотрудничестве с Бенни Бланко, был выпущен 15 октября 2020 года и достиг 12 строчки в чарте. Третий сингл «Anyone», выпущенный 1 января 2021 года, дебютировал на шестом месте. Четвёртый сингл Hold On вышел 5 марта 2021.

### Концертное исполнение
17 октября 2020 года Бибер впервые исполнил «Holy» и «Lonely» во время своего выступления в качестве музыкального гостя в третьем эпизоде the 46th season of Saturday Night Live. Также он исполнил их 15 ноября 2020 года на 46-й церемонии People’s Choice Awards. 22 ноября 2020 года Бибер дал свое третье исполнение песен на American Music Awards of 2020.
Бибер впервые исполнил «Anyone» во время своего концерта в Канун Нового года 31 декабря 2020 года.

#### Выступления по телевидению
| Дата            | Название                               | Детали                                                      |
| --------------- | -------------------------------------- | ----------------------------------------------------------- |
| 17 октября 2020 | The 46th season of Saturday Night Live | - Бибер впервые исполнил «Holy» и «Lonely» вживую           |
| 15 ноября 2020  | 46th People’s Choice Awards            | - Бибер исполнил «Holy» и «Lonely»                          |
| 22 ноября 2020  | 2020 American Music Awards             | - Бибер исполнил «Holy» и «Lonely»                          |
| 13 марта 2021   | 2021 Kids' Choice Awards               | - Бибер впервые исполнил «Hold On» вживую, а также «Anyone» |
| 18 марта 2021   | The Late Late Show with James Corden   | - Бибер исполнил «Hold On»                                  |
| 22 марта 2021   | Good Morning America                   | - Бибер исполнил «Hold On»                                  |
| 24 марта 2021   | Good Morning America                   | - Бибер исполнил «Anyone»                                   |

##### Другие выступления
- Бибер впервые исполнил «Anyone» во время своего новогоднего концерта New Year's Eve 31 декабря 2020 года[22].
- 22 февраля 2021 года Бибер исполнил «Holy», «Lonely» и «Anyone» во время неожиданного выступления-сюрприза на презентации Spotify On[23].
- 17 марта 2021 года Бибер впервые исполнил «Peaches» на своем первом концерте Tiny Desk. Он также выполнил «Holy», «Anyone» и «Hold On»[24].
- 25 марта 2021 года Бибер исполнил живую версию ''Hold On'' в рамках серии «Official Live Performance» на канале Vevo. Визуализация показывает, как Бибер исполняет ''Hold On'' на лесной поляне на ярко-красном фоне вместе с группой из двух гитаристов, клавишника и «живого» барабанщика.
- 26 марта также была выпущена концертная версия ''Anyone''[25]. Ожидается выход ещё двух выступлений из этого сериала[26].

## Отзывы
| Совокупная оценка    | Совокупная оценка |
| Источник             | Оценка            |
| -------------------- | ----------------- |
| AnyDecentMusic?      | 6.4/10            |
| Metacritic           | 63/100            |
| Оценки критиков      |                   |
| Источник             | Оценка            |
| Clash                | 7/10              |
| Consequence of Sound | C                 |
| The Daily Telegraph  | [ 31 ]            |
| Entertainment Weekly | B                 |
| The Guardian         | [ 33 ]            |
| The Independent      | [ 34 ]            |
| The Irish Times      | [ 35 ]            |
| NME                  | [ 36 ]            |
| Pitchfork            | 7.2/10            |
| Rolling Stone        | [ 38 ]            |

Альбом получил положительные и смешанные отзывы музыкальной критики и интернет-изданий. Он получил 63 из 100 баллов на интернет-агрегаторе Metacritic. Среди положительных отзывов: The Irish Times, The Independent, NME, Billboard, PopMatters.
Смешанные отзывы дали Entertainment Weekly, Evening Standard, Clash, Pitchfork, Exclaim!, Variety, The Guardian, The Daily Telegraph, Rolling Stone,
Негативные отзывы дали в газете The Observer.

## Список композиций
Альбом включает 16 основных треков
| №                   | Название                                       | Автор(ы) | Продюсеры                                                     | Длительность |
| ------------------- | ---------------------------------------------- | --- | ------------------------------------------------------------- | ------------ |
| 1.                  | «2 Much»                                       | Justin Bieber Alexander Izquierdo Freddy Wexler Christian Valentin Brunn Josh Gudwin Gregory Eric Hein Gian Stone Sonny Moore Martin Luther King Jr. | Skrillex                                                      | 2:32         |
| 2.                  | «Deserve You»                                  | Bieber Jonathan Bellion Ali Tamposi Michael Pollack Andrew Wotman Louis Bell                                                                         | Andrew Watt Louis Bell                                        | 3:07         |
| 3.                  | «As I Am» (при участии Халида)                 | Bieber Khalid Robinson Scott Harris Hein Stefan Johnson Jordan K. Johnson Oliver Peterhof Gudwin Ido Zmishlany                                       | The Monsters & Strangerz German Josh Gudwin Ido Zmishlany [a] | 2:54         |
| 4.                  | «Off My Face»                                  | Bieber Tia Scola Daniel James Leah Haywood Jake Torrey                                                                                               | Dreamlab Jake Torrey                                          | 2:36         |
| 5.                  | «Holy» (при участии Chance the Rapper)         | Джастин Бибер Chancelor Bennett Anthony M. Jones Jon Bellion Jorgen Odegard Michael Pollack Steven Franks Tommy Brown                                | Bellion Odegard Pollack Franks Brown                          | 3:32         |
| 6.                  | «Unstable» (при участии The Kid Laroi)         | Bieber Charlton Howard Brittany Amaradio Rami Yacoub Gudwin James Gutch Hein                                                                         | Jimmie Gutch Aldae [b]                                        | 2:38         |
| 7.                  | «MLK Interlude»                                | King Jr. |                                                               | 1:44         |
| 8.                  | «Die for You» (при участии Dominic Fike)       | Bieber Dominic Fike Tamposi Bellion Bell | Watt Bell                                                     | 3:18         |
| 9.                  | «Hold On»                                      | Ali Tamposi Andrew Watt Bellion Bieber Louis Bell Luiz Bonfa Walter De Backer                                                                        | Watt Bell                                                     | 2:50         |
| 10.                 | «Somebody»                                     | Bieber Ryan Tedder Yacoub Hein Gudwin Moore Bernard Harvey Ilya Salmanzadeh                                                                          | Skrillex Harv Ilya [a]                                        | 2:59         |
| 11.                 | «Ghost»                                        | Bieber Pollack S. Johnson J. Johnson Bellion | The Monsters & Strangerz Bellion                              | 2:33         |
| 12.                 | «Peaches» (при участии Daniel Caesar & Giveon) | Bieber Ashton Simmonds Giveon Evans Wotman Bell Harvey Luis Martinez Jr.                                                                             | Harv Shndo [a]                                                | 3:18         |
| 13.                 | «Love You Different» (при участии Beam)        | Bieber Tyshane Thompson Whitney Phillips Jordan Douglas Izquierdo Peterhof Marcus Lomax                                                              | The Monsters & Strangerz German Gudwin                        | 3:06         |
| 14.                 | «Loved by You» (с Burna Boy)                   | Bieber Damini Ebunoluwa Ogulu Bellion Amy Allen Moore Jason Evigan                                                                                   | Skrillex Jason Evigan leriQ [b]                               | 2:39         |
| 15.                 | «Anyone»                                       | Bieber Watt Bellion Alexander Izquierdo Jordan Johnson Stefan Johnson Pollack Raul Cubina                                                            | Watt Bellion The Monsters & Strangerz                         | 3:10         |
| 16.                 | «Lonely» (с Бенни Бланко)                      | Bieber Blanco Finneas | Blanco Finneas                                                | 2:29         |
| Общая длительность: | Общая длительность:                            | Общая длительность: | Общая длительность:                                           | 45:25        |

| №                   | Название                        | Автор(ы)                                                       | Длительность |
| ------------------- | ------------------------------- | -------------------------------------------------------------- | ------------ |
| 17.                 | «Red Eye» (при участии TroyBoi) | Bieber Poo Bear Sasha Sirota Jimmy Giannos Dominic "DJ" Jordan | 3:07         |
| Общая длительность: | Общая длительность:             | Общая длительность:                                            | 48:32        |

| №                   | Название            | Автор(ы)                                                     | Продюсеры           | Длительность |
| ------------------- | ------------------- | ------------------------------------------------------------ | ------------------- | ------------ |
| 17.                 | «Hailey»            | Bieber Andrew Wotman Ali Tamposi Jonathan Bellion Louis Bell | Watt Bell           | 3:13         |
| Общая длительность: | Общая длительность: | Общая длительность:                                          | Общая длительность: | 48:38        |

| №                   | Название                              | Автор(ы)                                        | Продюсеры                    | Длительность |
| ------------------- | ------------------------------------- | ----------------------------------------------- | ---------------------------- | ------------ |
| 17.                 | «Angels Speak» (при участии Poo Bear) | Bieber Poo Bear Sasha Sirota Phillip Ferrell II | Jason "Poo Bear" Boyd Gudwin | 3:51         |
| Общая длительность: | Общая длительность:                   | Общая длительность:                             | Общая длительность:          | 49:26        |

| №                   | Название                                | Автор(ы) | Продюсеры                              | Длительность |
| ------------------- | --------------------------------------- | --- | -------------------------------------- | ------------ |
| 17.                 | «There She Go» (featuring Lil Uzi Vert) | Bieber Symere Woods Kameron Glasper Rodney Jerkins Marvin Hemmings Antonio Kearney Thompson Douglas Hein Gudwin Munn | Darkchild Marvin Hemmings KCdaProducer | 3:35         |
| 18.                 | «I Can't Be Myself» (featuring Jaden)   | Bieber Jaden Smith Wotman Bell Bellion Tamposi                                                                       | Watt Bell                              | 3:13         |
| 19.                 | «Lifetime»                              | Bieber Scott Braun Alex Schwartz Joe Khajadourian Torrey Pollack Jace Jennings Jacob Greenspan                       | The Futuristics Torrey Pollack         | 3:27         |
| 20.                 | «Wish You Would» (featuring Quavo)      | Bieber Quavious Marshall Jason Boyd Cody Simpson Kenneth Coby Kevin Coby                                             | Poo Bear BMW Kenny Trackz              | 4:01         |
| 21.                 | «Know No Better» (featuring DaBaby)     | Bieber Jonathan Kirk Bigram Zayas Kevin Carbo Munn                                                                   | DVLP Capi                              | 2:41         |
| 22.                 | «Name» (featuring Tori Kelly)           | Bieber Victoria Kelly J. Johnson S. Johnson Bellion Allen                                                            | The Monsters & Strangerz Bellion       | 2:39         |
| Общая длительность: | Общая длительность:                     | Общая длительность:                                                                                                  | Общая длительность:                    | 65:01        |

| №                   | Название                      | Автор(ы)                                                       | Продюсеры                             | Длительность |
| ------------------- | ----------------------------- | -------------------------------------------------------------- | ------------------------------------- | ------------ |
| 23.                 | «Red Eye» (featuring TroyBoi) | Bieber Poo Bear Sasha Sirota Jimmy Giannos Dominic "DJ" Jordan |                                       | 3:07         |
| 24.                 | «Angels Speak»                | Bieber Poo Bear Sasha Sirota Phillip Ferrell II                | Poo Bear Jason "Poo Bear" Boyd Gudwin | 3:51         |
| 25.                 | «Hailey»                      | Bieber Wotman Tamposi Bellion Bell                             | Watt Bell                             | 3:13         |
| Общая длительность: | Общая длительность:           | Общая длительность:                                            | Общая длительность:                   | 75:00        |

| №                   | Название                              | Автор(ы)                                                     | Продюсеры                    | Длительность |
| ------------------- | ------------------------------------- | ------------------------------------------------------------ | ---------------------------- | ------------ |
| 17.                 | «Hailey»                              | Bieber Andrew Wotman Ali Tamposi Jonathan Bellion Louis Bell | Watt Bell                    | 3:13         |
| 18.                 | «Angels Speak» (при участии Poo Bear) | Bieber Poo Bear Sasha Sirota Phillip Ferrell II              | Jason "Poo Bear" Boyd Gudwin | 3:51         |
| Общая длительность: | Общая длительность:                   | Общая длительность:                                          | Общая длительность:          | 52:36        |

| №  | Название                                        | Режиссёры    | Длительность |
| -- | ----------------------------------------------- | ------------ | ------------ |
| 1. | «Интервью»                                      |              |              |
| 2. | «Anyone» (Видеоклип)                            | Colin Tilley | 4:24         |
| 3. | «Anyone» (Behind the Scenes)                    |              |              |
| 4. | «Holy» (Видеоклип; с Chance the Rapper)         | Tilley       | 5:29         |
| 5. | «Holy» (Behind the Scenes; с Chance the Rapper) |              |              |

Примечания
- ↑  сопродюсер
- ↑  дополнительный продюсер

Песня «Lifetime» и «Someone» были подтверждены в Billboard, но в итоге не вошли в трек-лист. Первая позже была включена в делюкс-версию.
Песня «There She Go» при участии Lil Uzi Vert была подтверждена в Vogue для делюксовой версии Justice.

## Чарты
| Чарт (2021)                         | Высшая позиция |
| ----------------------------------- | -------------- |
| Австралия (ARIA)                    | 1              |
| Австрия (Ö3 Austria)                | 1              |
| Бельгия/Фландрия (Ultratop)         | 1              |
| Бельгия/Валлония (Ultratop)         | 5              |
| Канада (Canadian Albums Chart)      | 1              |
| Чехия (ČNS IFPI)                    | 1              |
| Дания (Hitlisten)                   | 1              |
| Нидерланды (Album Top 100)          | 1              |
| Финляндия (Suomen virallinen lista) | 1              |
| Франция (SNEP)                      | 8              |
| Германия (Offizielle Top 100)       | 4              |
| Ирландия (Irish Albums Chart)       | 1              |
| Италия (FIMI)                       | 4              |
| Япония (Billboard Japan)            | 17             |
| Япония (Oricon)                     | 22             |
| Литва (AGATA)                       | 1              |
| Новая Зеландия (RMNZ)               | 1              |
| Норвегия (VG-lista)                 | 1              |
| Польша (ZPAV)                       | 6              |
| Португалия (AFP)                    | 2              |
| Шотландия (Scottish Albums Chart)   | 5              |
| Швеция (Sverigetopplistan)          | 1              |
| Швейцария (Schweizer Hitparade)     | 4              |
| Великобритания (UK Albums Chart)    | 2              |
| США (Billboard 200)                 | 1              |

## Сертификации
| Регион                                                                      | Сертификация  | Продажи   |
| --------------------------------------------------------------------------- | ------------- | --------- |
| Дания (IFPI Danmark)                                                        | Платиновый    | 20 000    |
| Италия (FIMI)                                                               | Золотой       | 25 000    |
| Новая Зеландия (RMNZ)                                                       | 2× Платиновый | 30 000    |
| Швеция (GLF)                                                                | Золотой       | 15 000    |
| Великобритания (BPI)                                                        | Золотой       | 100 000   |
| США (RIAA)                                                                  | Платиновый    | 1 000 000 |
| Данные о продажах + прослушиваниях приведены только на основе сертификации. |               |           |

## История выхода
| Страна | Дата           | Формат                        | Версия          | Лейбл           | Ссылка |
| ------ | -------------- | ----------------------------- | --------------- | --------------- | ------ |
| Мир    | 19 марта 2021  | CD Цифровые загрузки стриминг | Стандартная     | Def Jam         | [ 83 ] |
| США    | 19 марта 2021  | CD                            | Target          | Def Jam         | [ 7 ]  |
| США    | 19 марта 2021  | CD                            | Walmart         | Def Jam         | [ 2 ]  |
| Япония | 19 марта 2021  | CD/DVD                        | Японская версия | Universal Music | [ 84 ] |
| Мир    | 8 октября 2021 | Цифровые загрузки стриминг    | Полная          | Def Jam         | [ 85 ] |